# Министерство обороны Республики Беларусь
Министерство обороны Республики Беларусь (Минобороны) (бел. Міністэрства абароны Рэспублікі Беларусь) — республиканский орган государственного управления, проводящий в пределах своей компетенции государственную политику в области обороны, осуществляющим руководство Вооружёнными Силами Республики Беларусь, их подготовку к выполнению задач по обеспечению военной безопасности и вооружённой защиты Беларуси, её суверенитета, независимости и территориальной целостности.
Минобороны является юридическим лицом, имеет самостоятельный баланс, счета в банках, печать с изображением Государственного герба Республики Беларусь и своим наименованием, Знамя Министерства обороны Республики Беларусь и геральдический знак — эмблему Министерства обороны Республики Беларусь.
Министерство обороны осуществляет материально-техническое и ресурсное обеспечение повседневной и боевой деятельности войск (сил), разрабатывает концептуальные документы (доктрины, программы, планы), и нормативные правовые акты по строительству и развитию Вооружённых Сил, программу вооружений, а также вырабатывает обоснованные предложения по государственному оборонному заказу и финансированию вооружённых сил.
Из-за «причастности Беларуси к российской агрессии против Украины» Министерство обороны Республики Беларусь находится под санкциями всех стран Евросоюза, США, Швейцарии, Украины, Японии, Канады.

## История
Министерство обороны Республики Беларусь создано на базе командования Белорусского военного округа, упразднённого 6 мая 1992 года.

## Структура
Министерство обороны Республики Беларусь состоит из департаментов (в том числе с правами юридического лица), главных управлений, управлений, отделов и групп. В состав Минобороны организационно входит Генеральный штаб Вооружённых Сил.

## Руководство
Минобороны возглавляет Министр обороны, который назначается на должность и освобождается от должности Президентом Республики Беларусь. Министр обороны осуществляет свои функции на основе единоначалия и несёт персональную ответственность за выполнение задач, возложенных на Вооружённые Силы.
Министр обороны по должности является членом Совета Безопасности Республики Беларусь.
Министр обороны непосредственно подчиняется Президенту Республики Беларусь, а по вопросам, отнесённым Конституцией Республики Беларусь, законами Республики Беларусь и актами Президента Республики Беларусь к компетенции Совета Министров Республики Беларусь, и Премьер-министру Республики Беларусь.
Министр обороны имеет заместителей, в том числе первого заместителя — начальника Генерального штаба Вооружённых Сил, численность которых определяется Президентом Республики Беларусь.
Заместители Министра обороны назначаются на должности и освобождаются от должностей Президентом Республики Беларусь по представлению Министра обороны.
- Министр обороны Республики Беларусь:

Виктор Геннадьевич Хренин (генерал-лейтенант).
- Начальник Генерального штаба Вооружённых Сил — первый заместитель Министра обороны Республики Беларусь:

Павел Николаевич Муравейко (генерал-майор).
- Заместитель Министра обороны:

Александр Викторович Науменко (генерал-майор).
- Заместитель Министра обороны по вооружению — начальник вооружения Вооружённых Сил Республики Беларусь:

Андрей Валентинович Федин (генерал-майор).
- Заместитель Министра обороны по тылу — начальник тыла Вооружённых Сил Республики Беларусь

Андрей Валерьянович Бурдыко (генерал-майор).

## Министры обороны
- генерал-полковник Пётр Григорьевич Чаус (1992)
- генерал-лейтенант Павел Павлович Козловский (1992—1994)
- генерал-полковник Анатолий Иванович Костенко (1994—1995)
- генерал-полковник Леонид Семёнович Мальцев (1995—1996)
- генерал-полковник Александр Петрович Чумаков (1996—2001)
- генерал-полковник Леонид Семёнович Мальцев (2001—2009)
- генерал-лейтенант Юрий Викторович Жадобин (2009—2014)
- генерал-лейтенант Андрей Алексеевич Равков (2014—2020)
- генерал-лейтенант Виктор Геннадьевич Хренин (2020 — н. в.)

## Символика МО РБ

### Эмблема
Геральдический знак — эмблема Министерства обороны Республики Беларусь утверждена Указом Президента Республики Беларусь от 22.04.2003 г. № 163 «О геральдических знаках — эмблемах центральных органов военного управления и видов Вооружённых Сил Республики Беларусь».
Описание:

«Геральдический знак — эмблема Министерства обороны Республики Беларусь представляет собой стилизованное золотистое изображение эмблемы Вооружённых Сил Республики Беларусь, расположенное в центре фигурного щита (барочного типа) красного цвета. Кайма щита серебристого цвета. Фигурный щит расположен на фоне орденской звезды золотистого цвета.»

### Знамя
Знамя Министерства обороны Республики Беларусь утверждено Указом Президента Республики Беларусь от 17.11.2000 г. № 600 «О геральдическом знаке — эмблеме Вооружённых Сил Республики Беларусь, Боевом Знамени воинской части Вооружённых Сил Республики Беларусь и Знамени Министерства обороны Республики Беларусь»
Описание:

«Знамя Министерства обороны Республики Беларусь (далее — Знамя) состоит из двойного полотнища, древка с навершием и подтоком, шнура с кистями и знаменной ленты. Полотнище Знамени прямоугольное, длиной 155 см, шириной 105 см, изготавливается из шёлкового знаменного фая красного цвета и по краю трёх сторон обшивается золотистой бахромой. По краю стороны, которой Знамя крепится к древку, расположена белая кайма шириной 25 см с белорусским национальным орнаментом красного цвета. На лицевой стороне Знамени в центре красного полотнища размещается изображение Государственного герба Республики Беларусь диаметром 45 см. Над гербом полукругом размещается надпись „УЗБРОЕНЫЯ СІЛЫ“, под гербом параллельно нижнему краю полотнища — надпись „РЭСПУБЛІКІ БЕЛАРУСЬ“. На оборотной стороне Знамени в центре красного полотнища изрображён геральдический знак — эмблема Вооруженных Сил Республики Беларусь диаметром 45 см. Над эмблемой полукругом размещается надпись „ЗА НАШУ РАДЗІМУ!“. Под эмблемой параллельно нижнему краю полотнища размещается надпись „МІНІСТЭРСТВА АБАРОНЫ“. Все надписи вышиваются золотистым шёлком на белорусском языке. Высота букв — 10 см. Древко Знамени деревянное, круглого сечения, диаметром 4 см, длиной 250 см, окрашено в тёмно-коричневый цвет, покрыто лаком и имеет на нижнем конце подток, на верхнем — навершие золотистого цвета в виде плоского прорезного копья, внутри которого размещена пятиконечная звезда. Шнур Знамени крученый, изготавливается из золотистого шёлка. Концы шнура завершаются знаменными кистями золотистого цвета. Длина шнура — 250 см. Шнур с кистями крепится к нижней части навершия. Знаменная лента — шёлковая муаровая лента ордена Красного Знамени СССР. Ширина ленты — 10 см, длина — 130 см. Лента крепится к нижней части навершия Знамени и завязывается бантом в верхней части.»

## СМИ и интернет
- Военное информационное агентство «Ваяр»[6] (газета «Во славу Родины», журнал «Армия», телепередача «Арсенал»),
- Сайт Министерства обороны,
- Микроблог[7].